# Bulgari
Bulgari (gestileerd als BVLGARI) is een Italiaans merk van luxegoederen zoals juwelen, horloges en andere accessoires. Het bedrijf werd in 1884 opgericht door Sotirios Voulgaris, een Griekse immigrant en zilversmid. De bedrijfsnaam is afgeleid van het Griekse woord voor Bulgaren.
Sinds 2011 is het bedrijf onderdeel van de LVMH-groep.